# Rollwald
Rollwald (gelegentlich der Rollwald oder Siedlung Rollwald genannt) ist ein Ortsteil von Nieder-Roden in der Stadt Rodgau. Er wurde 1938 als Straflager begründet. Durch seine Lage zwei Kilometer südlich des Hauptortes und seine spezielle Geschichte, aber auch durch die eigene Bahnstation (Rodgau-Rollwald), wird er oft fälschlich als Stadtteil von Rodgau wahrgenommen. Bis 1976 war Nieder-Roden eine selbständige Gemeinde im Kreis Dieburg, danach wurde es mit vier anderen Gemeinden aus dem Kreis Offenbach zur Stadt Rodgau zusammengeschlossen. Rollwald hatte laut Mitteilung der Stadt Rodgau im 75. Jahr seines Bestehens, im Juni 2013, 1.469 Einwohner.

## Geographie und Lage

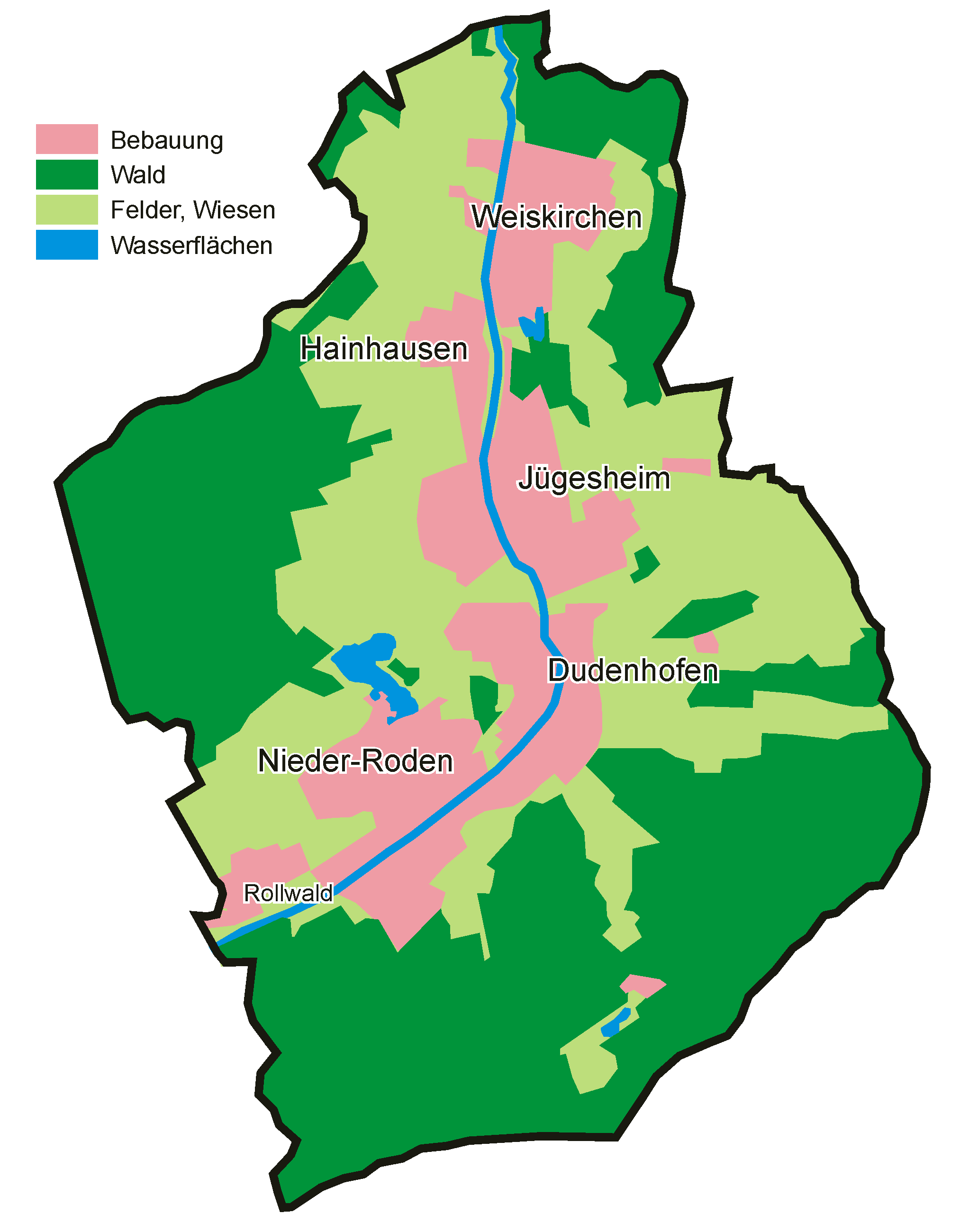
Rollwald im Südwesten der Gemarkung Rodgau

Nieder-Roden liegt etwa dreißig Kilometer südöstlich von Frankfurt in der südmainischen Ebene. Das Klima ist, abseits der Mittelgebirge, relativ windig und niederschlagsarm; die Gegend galt bis ins 20. Jahrhundert wegen der sandigen, wenig ertragreichen Böden als arm.

## Zur Situation bis 1938
Bis zum Jahr 1938 war der Rollwald ein zu Nieder-Roden gehöriges Waldstück, das seit mindestens hundert Jahren bestand. Es lag an und teilweise jenseits der Grenze zum Nachbarort Ober-Roden. Auf dem Gebiet des heutigen Ortsteils Rollwald existierte außerdem eine große Binnendüne, deren hochwertiger Sand nach dem Krieg für private Hausbauten gänzlich abgetragen wurde. Überwiegend war der Rollwald ein lichter Mischwald aus Kiefern und Buchen, der bei den Nieder-Rödern als Spazierwald beliebt war. Einer der Flurnamen hieß Am schönen Rollwald. Bei den Ortsansässigen wurde der Wald auch gern Poussier-Wäldchen genannt, da sich hier gerne Liebespaare trafen. Besonders beliebt war der alte Brunnen Stockum-Börnchen, wo mehrere Bänke oberhalb einer von Steinen eingefassten sprudelnden Quelle zum Verweilen einluden.
Außerdem war ein Teil des Waldes bei Einheimischen bekannt als Lagerplatz für reisende Sinti und Roma und anderes fahrende Volk, die hier, an der Landstraße zwischen den beiden Orten, von den Behörden einige Tage in Ruhe gelassen, teilweise auch hierhin zugewiesen wurden. Einige Nieder-Röder mieden darum die Straße nach Ober-Roden.
In den 1920er Jahren ließ sich kurzzeitig eine Ziegelei am Wäldchen östlich der Reichsstraße 45 nieder, die Firma Ludwig Schmidt & Co., was bei den einheimischen Nieder-Rödern zu Lutschko zusammengezogen wurde.

## Musterdorf „Mittel-Roden“ und Straflager Rollwald
Nach Hitlers Machtantritt 1933 wurde Rollwald Teil eines umfassenden Projektes zur Wiederbelebung der Bauernschaft um Rodgau. Die Ortschaften hatten, spätestens mit Bau der Rodgaubahn 1896, einen umfassenden Strukturwandel erfahren, von abgelegenen Dörfern mit dominierender Landwirtschaft zu stadtnahen Siedlungen mit vielen Pendler-Arbeitern und Heimarbeitern in der Lederindustrie; Landwirtschaft wurde meist nur noch als Nebenerwerb betrieben.
Für das Projekt sollten die überwiegend sandigen, wenig fruchtbaren Böden großräumig mit Hilfe einer Berieselungsanlage verbessert werden. Diese Anlage sollte die in großen Rohren herangeführten und zu Schwebepartikeln aufbereiteten Fäkalien und Abwässer aus dem dreißig Kilometer entfernten Frankfurt auf sandigen Flächen in Südhessen verteilen. Die hygienischen, auch olfaktorischen Probleme dieses Großprojekts wurden ebenso ignoriert wie der Widerstand betroffener Gemeinden. Wegen des beginnenden Krieges wurden die Fäkalienberieselungen nicht mehr in die Tat umgesetzt.
Rollwald sollte nach den Bodenverbesserungen ein nationalsozialistisches Musterbauerndorf werden, das den Namen Mittel-Roden tragen sollte. Vorbild waren die ebenfalls künstlich errichteten Dörfer Riedrode und Allmendfeld bei Gernsheim. Insgesamt 80 Bauernhöfe mit je fünfzehn Hektar und 400 Wohnhäuser für Arbeiter waren geplant. Die Bauernhöfe sollten in Erbpacht vergeben werden, und die Vorarbeiten zu dem gesamten Projekt sollten von Strafgefangenen durchgeführt werden. Im Planungsjahr waren die Gefängnisse aufgrund der NS-Verfolgungsmaßnahmen reichlich belegt. Aus allen deutschen Vollzugsanstalten wurden Strafgefangene mit Erfahrungen im Bauhandwerk angefordert.

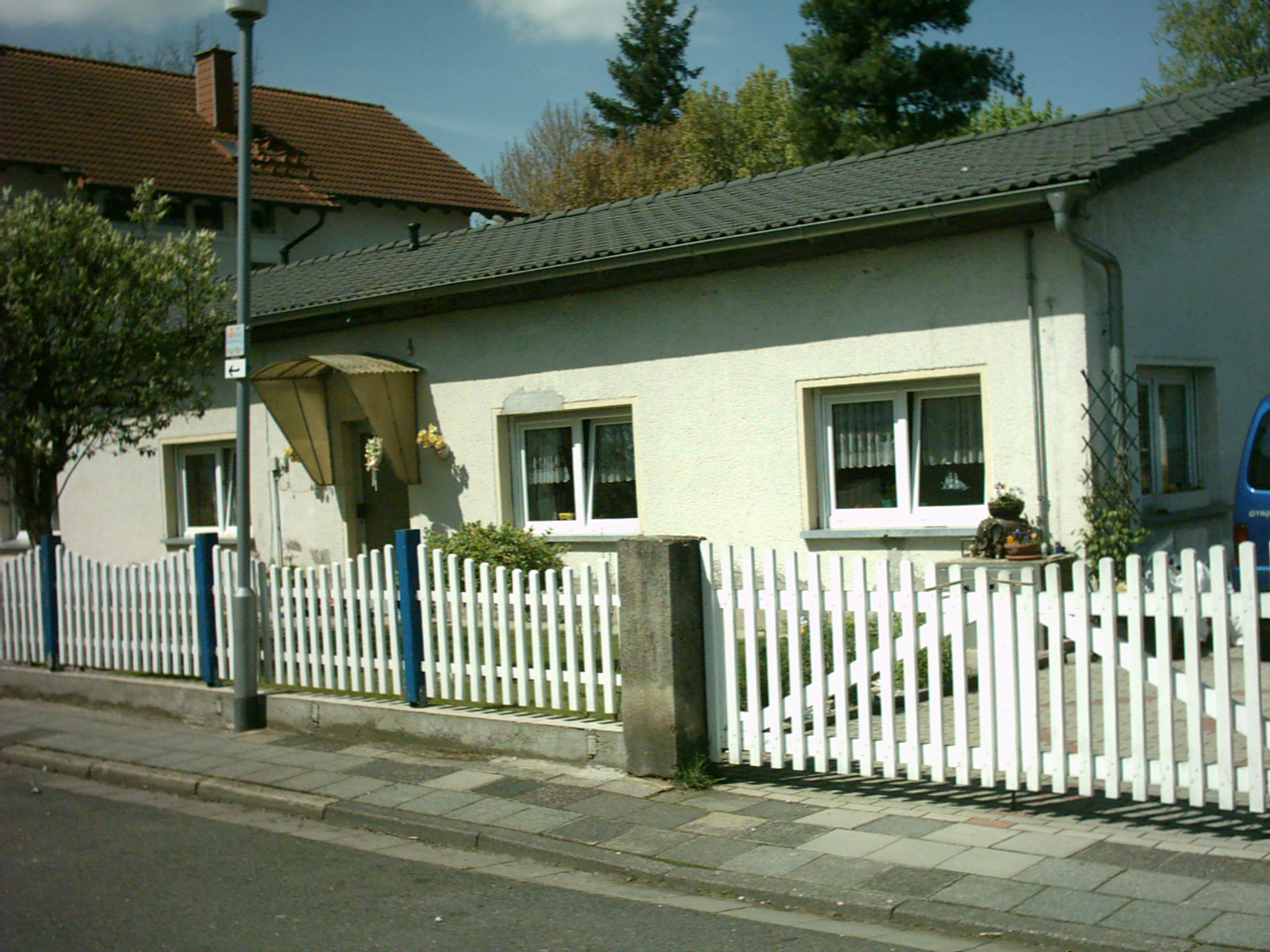
Ehemaliges Arresthaus des Lagers Rollwald

In einem ersten Schritt wurde das alte Arbeitshaus in der Kreisstadt Dieburg von Häftlingen zum Gefängnis umgebaut. Häftlinge aus Darmstadt wurden hierher verlegt. Die heute noch bestehende Justizvollzugsanstalt trug zunächst den Namen Stammlager Rodgau-Dieburg I. Ab Mitte 1938 mussten die Häftlinge, trotz Protesten der Gemeinde Nieder-Roden, mit dem Abholzen des Rollwalds beginnen. Die für den Holzverlust auf ein Sperrmark-Konto einbezahlte Entschädigung für die Gemeinde Nieder-Roden war nach dem Krieg wertlos. Bis 1965 versuchte die Gemeinde erfolglos, hierfür einen finanziellen Ausgleich zu erhalten. Im Gefängnis in Dieburg wurden die ersten Baracken vorbereitet und auf dem abgeholzten Gelände errichtet: das Straflager Rollwald entstand.

## Situation nach 1945
Wegen der von den Streitkräften der Vereinigten Staaten bei Kriegsende entlassenen Strafgefangenen hatten viele Menschen in Nieder-Roden und den anderen Rodgau-Orten Angst. Es kam zu erhöhter Kriminalität, die häufig den ehemaligen Gefangenen zur Last gelegt wurde. Im August 1945 wurden etwa 500 Angehörige der SS bis zu ihrem Weitertransport mehrere Monate lang im leerstehenden Lager festgesetzt. Auch die danach 1946 in Rollwald untergebrachten entlassenen kriegsgefangenen Soldaten der deutschen Armee wurden von vielen Einheimischen als gefährlich empfunden. Die meisten von ihnen waren bei der Kapitulation in Frankreich in Gefangenschaft geraten, stammten aber aus osteuropäischen Staaten und konnten oder wollten – etwa weil sie freiwillig in der Wehrmacht gedient hatten – nicht in ihre von der Sowjetarmee besetzten Länder zurückkehren.
Außerdem lebten in Rollwald von 1946 bis 1950 ungefähr dreißig amerikanische Soldaten und Zivilangestellte, die in den Baracken ein Karteikartenarchiv aller deutschen Kriegsgefangenen anlegten.
1950 räumte die amerikanische Armee das Gelände und die von der Gemeinde Nieder-Roden lange gewünschte zivile Nutzung konnte beginnen. Die 21 Häuser der ehemaligen Wachmannschaften (Beamtenhäuser) – die eigentlich als Musterhäuser für Arbeiter des künftigen Bauerndorfs geplant waren – wurden billig an Privatleute verkauft. In die Baracken und übrigen Häuser wurden Wohnungssuchende gelegt, meistens Flüchtlinge und Vertriebene. Deren Unterbringung war in den wenig wohlhabenden Gemeinden des Rodgau immer problematisch gewesen.
Auch der langjährige SPD-Bürgermeister Nieder-Rodens, Johann Philipp Weyland, erwarb kurz nach 1950 ein Haus und zog in den Ortsteil. 1952 wurde ein Haltepunkt an der am Ortsteil vorbeiführenden Rodgaubahn eingerichtet, heute von der S-Bahn Linie 1 bedient. Die beiden Bauernhöfe wurden von der Landesregierung an zwei Landwirte verpachtet (die Familien Schäfer und Werlé). Es waren die einzigen tatsächlich errichteten der achtzig Höfe, die von den Nationalsozialisten geplant worden waren.
Auf dem Gelände des 1963 eingerichteten Kindergartens existierte bis Herbst 1952 ein als öffentliches Schwimmbad genutztes ehemaliges Feuerlöschbecken des Lagers. Das Arrestgebäude des Straflagers, das 60 Einzelzellen umfasste, wurde nach 1950 als Wirtschaft genutzt (Lokal Stelzmüller) und blieb, im Zentrum des Ortsteils gelegen, bis heute Restaurant.
1976 kam es im Rahmen des Zusammenschlusses der fünf Rodgau-Gemeinden zu einer Stadt zu Straßenumbenennungen auch in Rollwald: die ehemalige Lagerstraße wurde zur Rhönstraße, die Waldstraße zur Isarstraße, die Feldbergstraße zur Lahnstraße. Die Lagerstraße hieß zur Zeit des Straflagers eigentlich Wohnstraße (weil hier die Beamtenhäuser standen), dafür wurde die zentrale Hauptstraße des Lagers ab dem Haupteingang des Lagers in jener Zeit Lagerstraße genannt (heute Am Kreuzberg). Der Haupteingang des Straflagers befand sich an der Ecke der heutigen Rhönstraße/Am Kreuzberg.

## Erweiterung des Ortsteils
Nach und nach wurde immer mehr Bauland neben dem alten Lagergelände ausgewiesen, wo eine architektonisch bunte Mischung aus Wohnblocks, Villen, Reihenbungalows mit kleinen Vorgärten und Einfamilienhäusern entstand. Der Ortsteil Rollwald hatte dennoch noch lange mit einem schlechten Ruf aufgrund seiner dunklen Vergangenheit und der vielen hier lebenden Flüchtlinge und Entwurzelten zu kämpfen.
Anfang der 1950er Jahre entstanden erste Neubauten, Siedlerhäuser genannt (Am Mühlfeldchen 1-11, Taunusstraße 2-12). Bauträger waren Offenbacher Geschäftsleute (Gewobag). 1958 wurde ein Wohnheim für Vertriebene und Flüchtlinge gebaut (heute Ecke Am Kreuzberg/Mühlfeldchen), kurz darauf durch den Kreis Dieburg die heute noch als Dieburger Block bekannten Wohnblocks mit Sozialwohnungen (heute Zum Rauhen See). Um 1961 wurden die beiden letzten verbliebenen Straflager-Baracken abgerissen und an ihrer Stelle ein sechsstöckiges Hochhaus errichtet (heute Rhönstraße 5-9). Diese beiden Baracken hatten im Straflager als Wäscherei und Baderaum gedient, nach dem Krieg waren hier Flüchtlinge untergebracht, 1953 waren es 21 Menschen. Nur noch das alte, speziell gesicherte Arrestgebäude blieb von den alten Bauten des Straflagers bis heute bestehen (heute Restaurant Alt Athen), weil hier die alten, unter anderem aus massivem Stahlbeton bestehenden Sicherungsanlagen zu tief in den Boden reichten.
Ebenfalls 1961 wurden die ersten der kleinen Reihenhäuser am westlichen Rand von Rollwald bezogen, die dort von der SEG aus Frankfurt errichtet wurden (87 Häuser). 1980 kam der sogenannte Wohnpark Birkenwäldchen an der Moselstraße hinzu, sowie nach 2000 auf dem Gelände der ehemaligen Folienfabrik Hillebrecht das kleine Wohnviertel zwischen Elbe- und Lahnstraße. Damit sind die Bebauungsflächen ausgeschöpft.

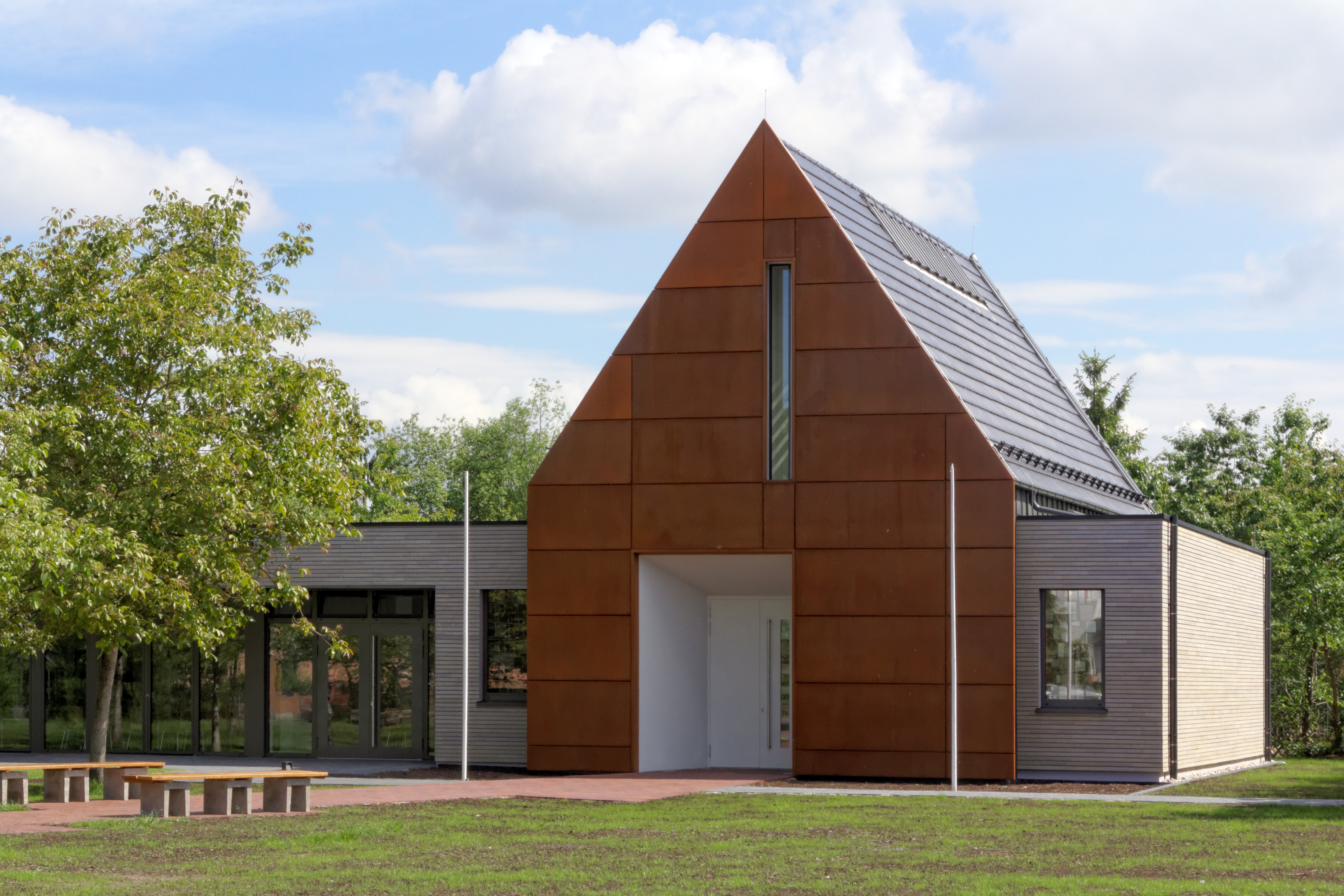
Neubau der Heilig Kreuz-Kirche in Rollwald

1970 wurde am östlichen Ortsrand ein katholischer Kirchenpavillon mit 120 Sitzplätzen errichtet. Er bestand aus Stahlbeton-Fertigteilen. Ein Glockenturm aus Stahlgerüst trug die ehemalige Lagerglocke eines französischen Kriegsgefangenenlagers. Eingeweiht wurde die Heilig-Kreuz-Kirche am 12. Juni 1971. Ein zweiter Pavillon wurde 1985 errichtet, um Raum für Veranstaltungen und Familienfeiern zu schaffen. Zum 20-jährigen Bestehen des Kirchenpavillons wurde 1991 eine zweite, größere Glocke mit den Namen der heiligen Walburga aufgehängt.
In den Jahren 2013 und 2014 wurden die baufälligen Pavillons durch den Neubau einer kleinen Kirche mit angrenzendem Gemeindesaal ersetzt. Es handelte sich um den ersten Kirchenneubau im Bistum Mainz seit mehr als 20 Jahren. Architekt Uwe Kollmenter aus Rollwald orientierte sich bei der äußeren Form der Kirche an den ortstypischen Siedlungshäusern. Foyer und Gemeindesaal haben die Form eines Quaders, der die Kirche durchdringt. Die neue Heilig-Kreuz-Kirche wurde in Massivbauweise errichtet. Die Fassade ist zum größten Teil aus Holz. Der Westgiebel mit dem Eingang zur Kirche ist mit Cortenstahl verkleidet, die Fassade des Ostgiebels ist verputzt. Der Mainzer Bischof Karl Lehmann weihte die Kirche am 25. Mai 2014.
Heute liegt Rollwald am äußersten südlichen Ende der Stadt Rodgau. Da der Ortsteil von einigen Naturschutzgebieten begrenzt wird, untersagte die Kreis-Planungsbehörde die in den 1960er Jahren von der Gemeinde geplante Ausweitung des Baulands bis an die Häusergrenze von Nieder-Roden. So konnte der naturnahe Charakter des Ortsteils teilweise erhalten werden.
Auf den sandigen Böden war es allerdings durch die Abholzung 1938 in den 1950er Jahren zu schweren Erosionserscheinungen gekommen, so dass viel fruchtbarer Boden vom Wind fortgetragen wurde. Durch Wiederaufforstung konnte dieser Prozess teilweise gestoppt werden.

## Gewerbe
Wegen der geringen Bevölkerung und der mit steigender Mobilität wachsenden Konkurrenz in der Umgebung schlossen nach und nach alle Lebensmittelgeschäfte, Metzgereien und Bäckereien bis auf einen noch existierenden Kiosk. Dieser wurde am 31. Mai 2019 ebenfalls geschlossen. Auch die meisten der einst zahlreichen Gewerbebetriebe mussten schließen oder siedelten sich woanders an. Es existierten unter anderem mehrere Fuhrunternehmen, eine Schrotthandlung, eine Werkzeugfabrik, eine Möbelschreinerei, ein Warenhaus-Supermarkt (der großen Rollwälder Firma Pflaum), eine Textilfärberei, die genannte Folienfabrik sowie mehrere kleine Läden und Friseure. An größeren Gewerbebetrieben ist einzig das Betonwerk Kleemann (vormals Ostertag) bis heute erhalten geblieben.